# Bad Bergzabern

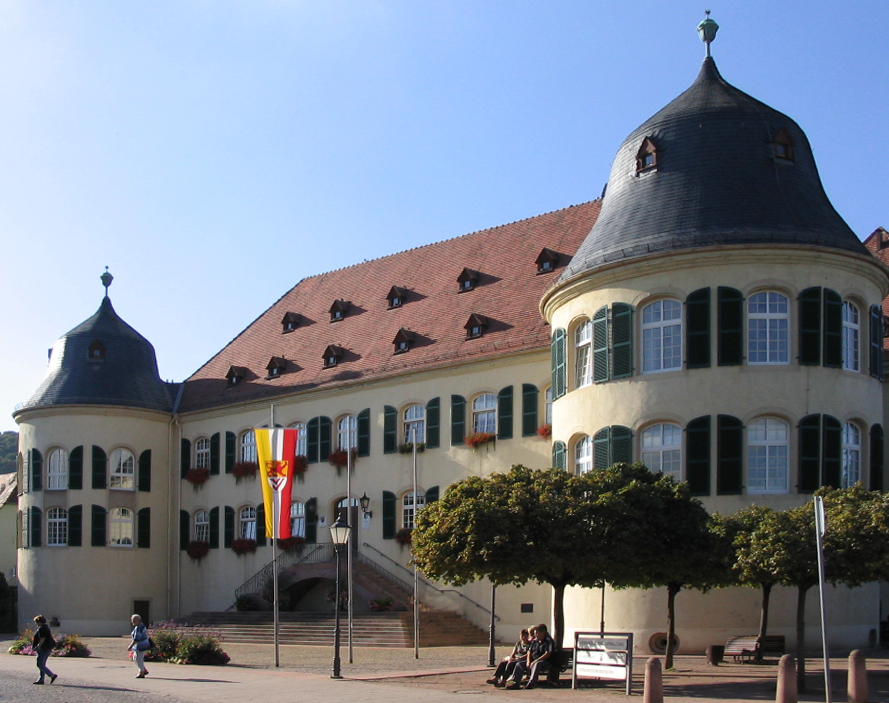
Bad Bergzabern

Bad Bergzabern este un oraș din landul Renania-Palatinat, Germania situat pe Drumul Vinului.